# 1999年カタール・エクソンモービル・オープン
1999年カタール・エクソンモービル・オープン (1999 Qatar ExxonMobil Open)は、1999年1月4日から1月11日にかけてカタール・ドーハのハリファ国際テニス競技場 にて開催されたATPツアーインターナショナル・シリーズ大会である。

## 優勝

### シングルス
ライナー・シュットラー def.  ティム・ヘンマン, 6–4, 5–7, 6–1
- シュットラーにとって初のツアーシングルスタイトル獲得となった。

### ダブルス
アレックス・オブライエン /  ジャレッド・パーマー def.  ピート・ノーバル /  ケビン・ウリエット, 6–3, 6–4
- オブライエンがシーズン1度目、ツアー通算7度目のダブルスタイトルを、 パーマーがシーズン1度目、ツアー通算12度目のダブルスタイトルを獲得した。